# تری‌کوبلاستوما
تری‌کوبلاستوما به انگلیسی: Trichoblastomas، نوعی بیماری پوستی است که از روی نئوپلاسم‌های خوش‌خیم سلول‌های ژرمینال فولیکولی به نام تری‌کوبلاست مشخص می‌شود.
فیبروم تری‌کوبلاستیک (Trichoblastic fibroma)اصطلاحی است که برای توصیف تری‌کوبلاستوم‌های ندولار کوچکی استفاده می‌شود که حاوی یک جزء فیبروسیتی آشکار هستند. این فیبروسیت‌ها گاهی بیش از ۵۰ درصد ضایعه را تشکیل می‌دهند.
تصویر سمت چپ یک تری‌کوبلاستوما از یک مرد ۶۸ ساله را نشان می‌دهد. تصویر، تومور بازالوئیدی شبه کپسول‌دار، مولتی ندولار با استرومای فیبروسلولار را نشان می‌دهد که از درم رتیکولار تا چربی زیر جلدی (A) گسترش می‌یابد. هیچ اتصال اپیدرمی یا آرتیفکت رفرکتیو مشاهده نشد. لوبول‌های تومور به شکل سلول‌های بازالوئید مونومورف به صورت مشبک و حصارگونه، برخی شبیه به فولیکول‌های موی مرده (B, F) مرتب شده‌اند. در کانون لوبول‌های تومور، گردابه‌های اسکواموس، اجسام مزانشیمی پاپیلاری و یک جزء ژرمیناتیو شامل سلول‌های بازالوئید مخلوط با سلول‌های رنگ پریده متمایز (Zellballen) هستند (تصاویر C-E، D بزرگ‌نمایی ناحیهٔ مستطیل کشیده در تصویر C است).